# Municipio de Pinconning
El municipio de Pinconning (en inglés: Pinconning Township) es un municipio ubicado en el condado de Bay en el estado estadounidense de Míchigan. En el año 2010 tenía una población de 2431 habitantes y una densidad poblacional de 22,36 personas por km².

## Geografía
El municipio de Pinconning se encuentra ubicado en las coordenadas 43°52′24″N 83°58′14″O / 43.87333, -83.97056. Según la Oficina del Censo de los Estados Unidos, el municipio tiene una superficie total de 108.74 km², de la cual 95,01 km² corresponden a tierra firme y (12,63 %) 13,73 km² es agua.

## Demografía
Según el censo de 2010, había 2431 personas residiendo en el municipio de Pinconning. La densidad de población era de 22,36 hab./km². De los 2431 habitantes, el municipio de Pinconning estaba compuesto por el 97,12 % blancos, el 0,16 % eran afroamericanos, el 0,82 % eran amerindios, el 0,16 % eran asiáticos, el 0,25 % eran de otras razas y el 1,48 % eran de una mezcla de razas. Del total de la población el 2,34 % eran hispanos o latinos de cualquier raza.